# Ponte Krk

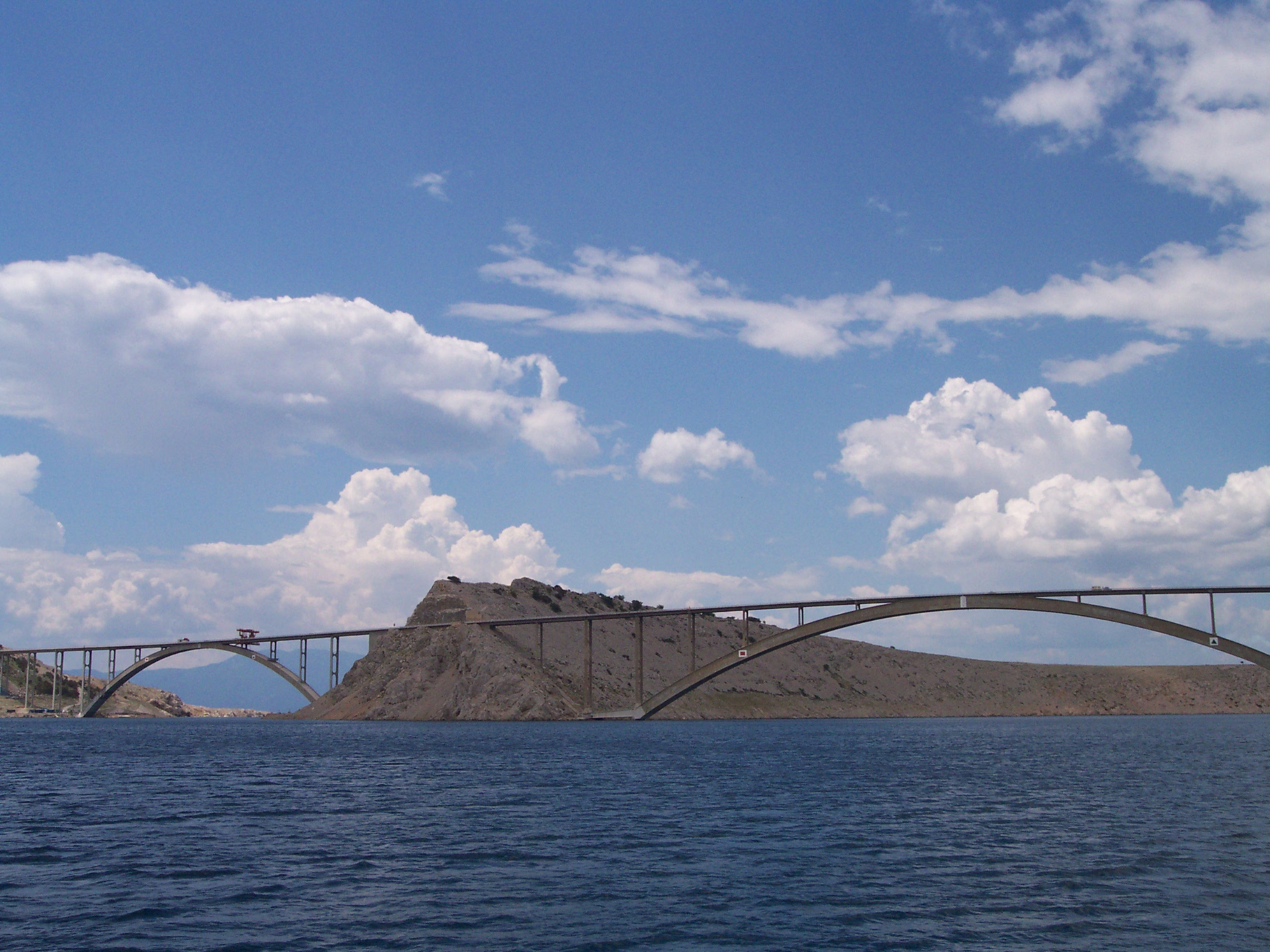
Ponte Krk

A ponte Krk (em croata: Krčki most) é uma ponte da Croácia com 1430 m de comprimento, construída em concreto armado, que liga a ilha croata de Krk ao continente.
Por ela passam mais de um milhão de veículos por ano. Tem como principal marca construtiva o mais longo arco concretado no mundo. A ponte foi concluída e inaugurada em 1980 e originalmente chamada de Titov (ponte Tito), em homenagem ao presidente iugoslavo Josip Broz Tito.